# Чехословакия на летних Олимпийских играх 1988
Чехословакия принимала участие в летних Олимпийских играх 1988 года в Сеуле, Южная Корея после бойкота предыдущих игр в Лос-Анджелесе.

## Медалисты
Золото
- Милослав Мечирж — теннис, мужской одиночный разряд
- Йожеф Прибилинец — лёгкая атлетика, ходьба, 20 км, мужчины
- Мирослав Варга  — стрельба из винтовки лёжа, 50 м, мужчины

 Серебро
- Мирослав Беднаржик — стрельба, трапп, мужчины
- Яна Новотна и Хелена Сукова — теннис, женский парный разряд
- Ян Железный — лёгкая атлетика, метание копья, мужчины

 Бронза
- Милослав Мечирж и Милан Шрейбер — теннис, мужской парный разряд
- Йозеф Логиня — борьба вольным стилем, 82 кг, мужчины